# Geografia de Palau
A República de Palau é parte das ilhas Carolinas e consiste em oito ilhas principais e mais de 250 ilhotas e atóis, localizadas a oeste dos Estados Federados da Micronésia, entre o mar das Filipinas, a norte e a Indonésia e Nova Guiné, a sul. 
As ilhas mais importantes são Angaur, Babeldaob, Koror e Peleliu, perto da extremidade norte, que rodeadas colocam uma barreira de corais. Cerca de dois terços da população de cerca de 20 000 vive em Koror (7°30′ N 134°30′ E). 
A norte deste grupo, encontra-se o atol de Kayangel, enquanto que as desabitadas “Rock Islands” estão situadas a oeste do grupo principal e as Ilhas do Sudoeste, a cerca de 600 km das ilhas principais e a cerca de 200 da extremidade norte da Nova Guiné.
Palau tem um clima tropical com uma temperatura média anual de 27° C. As chuvas ocorrem durante todo o ano, com uma média anual de 3800 mm. A humidade média é de 82%. Os tufões são raros em Palau.